# Kierrim
Kierrim est un village du département et la commune rurale d'Ouessa, situé dans la province de l’Ioba et la région du Sud-Ouest au Burkina Faso.

## Géographie

### Situation et environnement
Le village est situé à environ 3 km au sud-est d'Ouessa (sur la route nationale 20 reliant Diébougou à l'ouest et Léo à l'est) par la route départementale qui rejoint à environ 2 km le village frontière d'Hamilé, limitrophe et paronyme de celui d'Hamile où la route se connecte à la route nationale 12 au Ghana.

### Démographie
- En 2006, le village comptait 283 habitants recensés, dont 50,9 % de femmes[1].